# L'alternativa del diavolo
L'alternativa del diavolo è un romanzo thriller di Frederick Forsyth pubblicato nel 1979.

## Trama
Una terribile carestia, causata da un errore umano, incombe sulla Unione Sovietica. Per scongiurare la fame, il Politburo del partito non ha altra scelta che rivolgersi ai Paesi dell'Occidente capitalista acquistando grandi quantità di grano. Gli USA vogliono approfittare della situazione di debolezza sovietica per costringerli a concessioni nel campo della riduzione degli armamenti nucleari. Nel frattempo un gruppo di nazionalisti ucraini sta per infliggere al KGB una grave umiliazione col fine di dimostrare che il famigerato e potente organismo di spionaggio non è poi così invincibile come si vuole far credere. Le conseguenze saranno imprevedibili sullo scacchiere politico mondiale dove un agente segreto inglese (con la sua controparte russa) ed i capi di Stato dei due blocchi contrapposti durante la guerra fredda giocano una partita dura in Europa, il campo di battaglia più importante per il dominio.

## Notizie aggiuntive
- Qui Frederick Forsyth mette in campo alcune delle più sofisticate tecnologie nel campo degli armamenti: i Nimrod, capaci di vedere con telecamere infrarosse, dotati di mirini per la visione notturna; l'SR-71 Blackbird, all'epoca l'aereo più veloce del mondo. Vengono coinvolti contro i terroristi anche gli uomini rana inglesi dello Special Boat Service per evitare l'affondamento della petroliera. Si capisce tuttavia che questi armamenti possono essere messi in crisi da terroristi abbastanza svegli e motivati.
- Scritto prima del 1979, i capi di Governo e di Stato rappresentati nel libro sono fittizi, ma è possibile riconoscere alcuni protagonisti degli anni Settanta: Joan Carpenter, il primo ministro inglese nel libro, ricorda Thatcher; William "Bill" Matthews, presidente USA, è ricalcato su James "Jimmy" Carter; il suo consigliere per la sicurezza nazionale Stanislaw Poklewski rimanda chiaramente a Brzezinski e David Lawrence, il segretario di Stato USA a Vance.

## Edizioni italiane
- L'alternativa del Diavolo. Romanzo, traduzione di Bruno Oddera, Collana Omnibus, Milano, Arnoldo Mondadori Editore, 1979,  p. 426.